# Мабуть Естер
«Мабуть Естер» (нім. Vielleicht Esther) — книга німецької авторки українського походження Катерини Петровської, що побачила світ 2014 року.
У творі висвітлюється тема Голокосту в Україні, зокрема знищення євреїв у Бабиному Яру. Бабуся авторки, яка загинула в Бабиному Яру у 1941 році, стала прототипом головної героїни книги - Естер. Катя Петровська отримала за цю книгу премію Інґеборґ Бахманн, а також премію «Аспекти».
У 2015 р. «Мабуть Естер» вийшла у перекладі Юрка Прохаська у видавництві «Книги 21».